# Ida Ou Gailal
Ida Ou Gailal  (in arabo ادا وكيلال‎?) è un centro abitato e comune rurale del Marocco situato nella provincia di Taroudant, regione di Souss-Massa. Conta una popolazione di 6 436 abitanti (censimento 2014).